# Stød

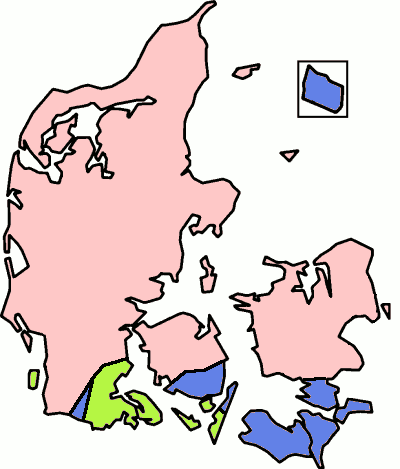
Karta över vilka dialekter som har stød och inte. Det skära området har stød, medan det gröna använder sig av tonaccenter. De blåa områdena har varken stød eller tonaccent.

Stød, stöt, är ett danskt språkljud. Ljudet är laryngalt och bildas genom att stämläpparna närmar sig varandra och orsakar en oregelbundenhet i stämbandssvängningarna, så att det låter som en stöt eller en hickning. Ljudet blir endast ibland en fullständig glottisstöt eftersom stämläpparna oftast inte stängs helt. På samma sätt som tonaccenten utvecklades i många svenska och norska dialekter utvecklades i stället på danska stötljudet, möjligen i ett senare skede ur tonaccenten. Precis som man på svenska skiljer mellan akut och grav accent (accent ett respektive två) har man på danska i stället ord med eller utan stød. Ord som på fornnordiska var en stavelse har därför akut accent på svenska och norska, medan de i stället på danska har ett stød. Ord som var två stavelser har på svenska och norska grav accent och på danska inget stød. Därför har ord som fod [ˈfoðˀ] och kold [ˈkʰʌlˀ] stød men inte till exempel kone [ˈkʰoːnə] eller gade [ˈɡ̊æːðə]. Vissa ord som på fornnordiska var enstaviga, men som nu är tvåstaviga har därmed också stød, såsom finger (där e är en så kallad svarabhaktivokal). Det innebär också att till exempel køb och kold har stød, men inte købe och kolde. Precis som svenska skiljer på annars homofona ordpar genom sin tonaccent, såsom and-en och ande-n. Här är støden betydelseskiljande på danska i ordpar såsom [lɛːˀsɔ] (”läser”) och [lɛːsɔ] (”läsare”).